# Étienne Guibourg
Étienne Guibourg (1610-enero de 1686) fue un abate y ocultista francés involucrado en el asunto de los venenos. Descrito como un cura "renegado", poseía, al parecer, grandes conocimientos de química. Es conocido por haber celebrado misas negras para Madame de Montespan en colaboración con la famosa adivina y envenenadora La Voisin.

## Primeros años y carrera eclesiástica
Guibourg, quien afirmaba ser hijo ilegítimo de Enrique II de Montmorency, era el sacristán de la iglesia de Saint-Marcel en Saint-Denis, la cual fue destruida durante la Revolución francesa. Era, asimismo, capellán del conde de Montgomery. A pesar de su posición, se dice que tenía una amante, Jeanne Chanfrain, con quien tuvo varios hijos.

## Misas negras

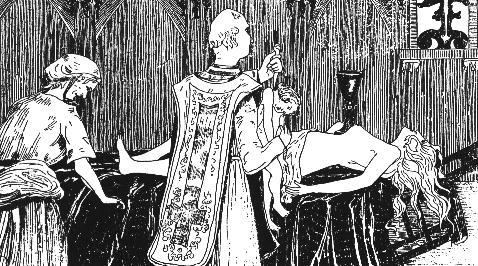
Étienne Guibourg y La Voisin realizando una misa negra para Madame de Montespan (tumbada en el altar) con un asesinato ritual de niño, en un grabado de 1895, por Henry de Malvost.

Según registros, confesiones y actas judiciales, Guibourg celebró varias misas negras con La Voisin. La más famosa fue la realizada para Madame de Montespan alrededor de 1672-1673. Montague Summers proporciona un registro de uno de estos rituales:

Un largo paño negro de seda fue colocado sobre el altar, y sobre éste se tumbó la amante real en un estado de perfecta desnudez. Se encendieron seis velas negras, el oficiante se vistió con una casulla bordada con caracteres esotéricos labrados en plata, la patena de oro y el cáliz fueron colocados sobre el vientre desnudo del altar viviente (...). Todo está en silencio salvo por el murmullo de la blasfema litúrgica (...). Un asistente avanzó sigilosamente con un niño en sus brazos, y cálidas gotas cayeron en el cáliz y se extendieron sobre la figura blanca de debajo. El cadáver fue entregado a La Voisin, quien lo arrojó cruelmente a un horno diseñado para tal propósito el cual brillaba al rojo vivo en su ferocidad.

Summers proporciona también uno de los conjuros pronunciados por Guibourg:

Astaroth, Asmodeus, príncipes de la amistad y el amor, yo os invoco a aceptar este sacrificio, este niño que os ofrezco, para las cosas que os demando. Son que la amistad y el amor del rey y el delfín estén asegurados para mí, para que todos los príncipes y princesas de la corte me honren, que el rey no me niegue nada ya sea para mis parientes o para cualquier miembro de mi familia.

Según informes, La Voisin llevó a cabo rituales con varios curas (incluyendo uno cuyas actividades fueron encubiertas por las autoridades eclesiásticas, quienes lo forzaron al exilio). Es poco probable que Guibourg tomase parte en todas las misas negras organizadas por La Voisin. Tras el arresto de la envenenadora, los investigadores descubrieron los cuerpos de 2500 niños enterrados en su jardín, la mayoría de ellos sacrificados probablemente de la misma forma que en los rituales de Guibourg. Se afirmó que La Voisin había pagado a prostitutas por sus hijos para utilizarlos en sus rituales.

## Arresto y condena
En 1679, Françoise Filastre, bajo tortura, implicó a Guibourg en el asunto de los venenos al nombralo como uno de los colaboradores en la celebración de misas negras. Tras su arresto, Guibourg confirmó lo declarado por Filastre, confesando también otros crímenes. Fue condenado a cadena perpetua mediante lettre de cachet en el Château de Besançon. Murió en 1686.